# Bodorka
Bodorka (Rutilus rutilus) je riba koja pripada obitelji Cyprinidae. Nastanjuje i rijeke i jezera i vrlo je prilagodljiva riba.

## Opis i građa
Karakteristike bodorke su krupne srebrnaste ljuske koje se lako čiste i kojih ima 42 do 45 komada po bočnoj pruzi (koja je jako naglašena), bokovi su srebrnastosjajni, prema leđima smeđasti; odozdo je bijela, peraje su žute, zavisno od temperature vode, kada prelazi u narandžasto-crvenu boju, pogotovo u zimskim uvjetima kada je voda hladnija, dok joj je oko zlatno-žute boje s karakterističnom mrljom u gornjem dijelu oka pa joj odatle i potiče jedan od naziva, zlatooka.
Iris oka je crven. Trbušna i analna peraja su ponekad žuto-narandžaste boje, a ostala uglavnom sivosmeđa. Usta su kosa, skoro završna. Tijelo bodorke je lagano spljošteno bočno, ali je produženo. Leđa su joj crnkasta s plavim ili zelenkastim odsjajem. Bokovi su sivosrebrnasti. Leđna i repna peraja su zelenkasto-sive. Grudne peraje su blijedozućkaste, a trbušna crvena. Leđna peraja se nalazi uspravno nad trbušnim perajama. Ispod podrepnih peraja nema nabora (grebena); To su boje obične riječne bodorke kojih ima nekoliko varijanti u zavisnosti od uzrasta i okoline u kojoj živi.  Može dostići težinu do jednog kilograma. U većini slučajeva, ne prelazi dužinu od 30 cm i težinu od 600 g. Veći primjerci su izuzetno rijetki, dostižu do 45cm i 2,1kg. Živi oko 18 godina. 

## Stanište i ponašanje
Bodorka je rasprotranjena od Pirineja pa sve do Urala, nastanjuje sve vode, tekućice i jezera. Može se naći i u bočatim vodama i pastrvskim vodama. Kod nas je rasprostranjena u vodama dunavskog sliva.

## Način hranjenja
Bodorke se hrane i biljnom i životinjskom hranom, od mekušaca, ličinaka, kukaca, do algi, biljnih izdanaka, mahovine.

## Razmnožavanje
Mrijesti se od travnja do lipnja kada je temperatura vode iznad 12°C. Mrijesti se u travnatim ili šljunčanim područjima, ali uvijek u plitkim zonama, ne dubljim od jednog metra i često uz obale. Sve ženke iz istog jata polažu jaja istovremeno na istom mjestu. Plodnost jedne ženke je od 5000 do 100 000 jajašca. Desetak dana nakon oplođenja iz jaja izlazi mlađ. Tokom posebno toplih godina bodorke se razmnožavaju dva do tri puta godišnje. Rast mlađi je spor pa treba čekati i do tri godine i veličinu od 15 cm da bi potomstvo počelo s razmnožavanjem.

## Strani nazivi
Плотва (ruski); Rotauge (njemački); Gardon (talijanski); Gardon (francuski);  Roach (engleski).

## Vanjske poveznice
|  | Zajednički poslužitelj ima još gradiva o temi Bodorka |
|  | Wikivrste imaju podatke o taksonu Bodorka             |